# Badagry
Badagry (ou Badagri) est une ville côtière et une zone de gouvernement local (LGA) de l'État de Lagos au Nigeria.

## Géographie
Badagry est située sur la côte sud-ouest du Nigeria, bordée au sud par le golfe de Guinée.
Elle est proche de la ville de Lagos et située sur la rive nord de la lagune de Porto Novo, voie navigable intérieure qui relie Lagos (la plus grande ville et capitale économique du Nigeria) à la capitale béninoise de Porto-Novo.

## Histoire
Fondé à la fin du XVe siècle, c'est un port protégé devenu un point de passage pour la traite des esclaves vers l'Amérique.
Badagry vit de la pêche et de l'agriculture, et il y subsiste un petit musée de l'esclavage.
C'est une ancienne cité-état, divisée en 8 quartiers ayant chacun leur chef traditionnel.

### Mémoire de l'esclavage
L'écrivaine Fabienne Kanor dans Humus (Gallimard, coll. "Continents noirs", 2006) fait de Badagry le point de départ de la déportation d'une de ses héroïnes vers les Antilles.

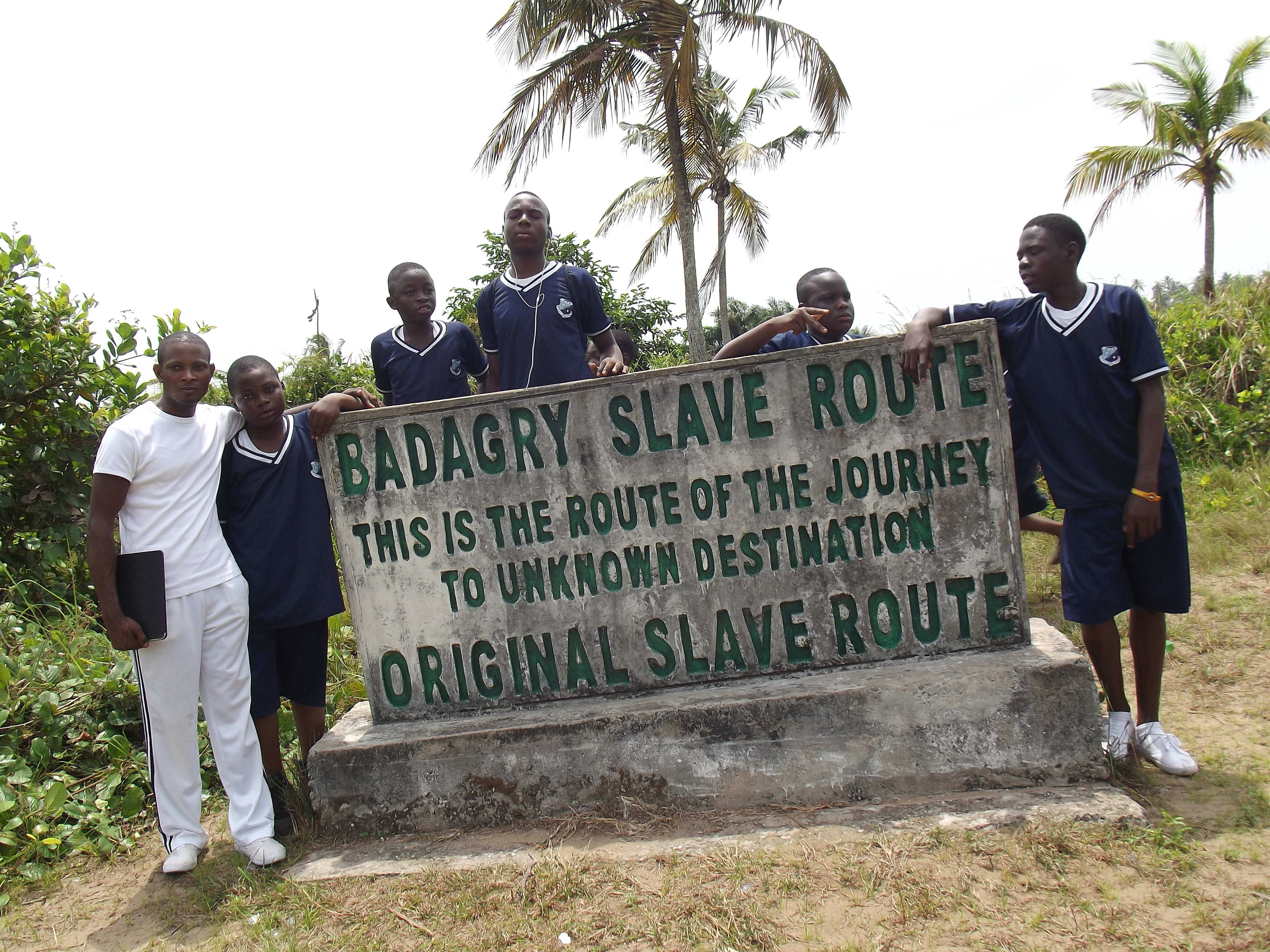
Route des esclaves.
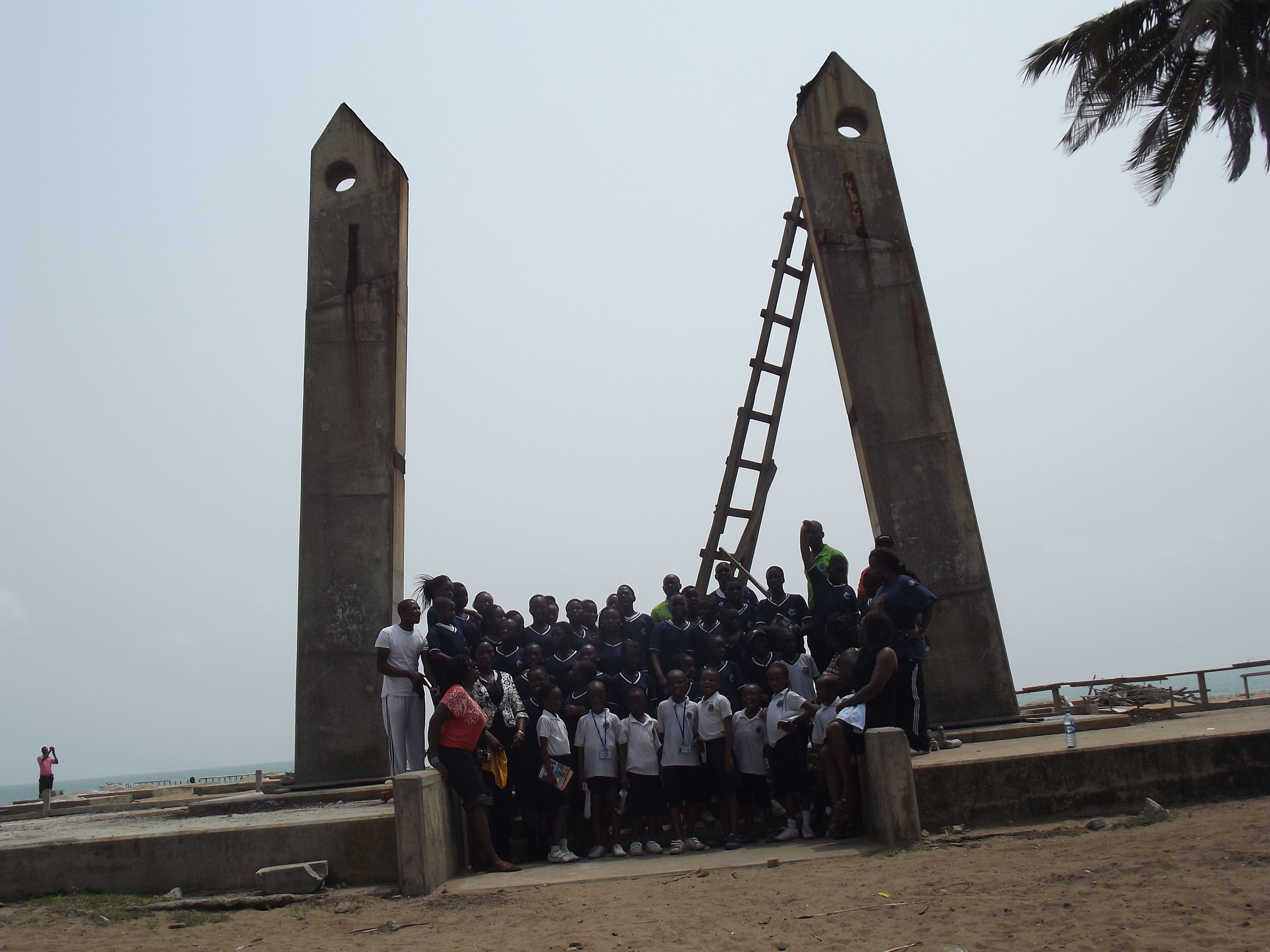
Point de non-retour.
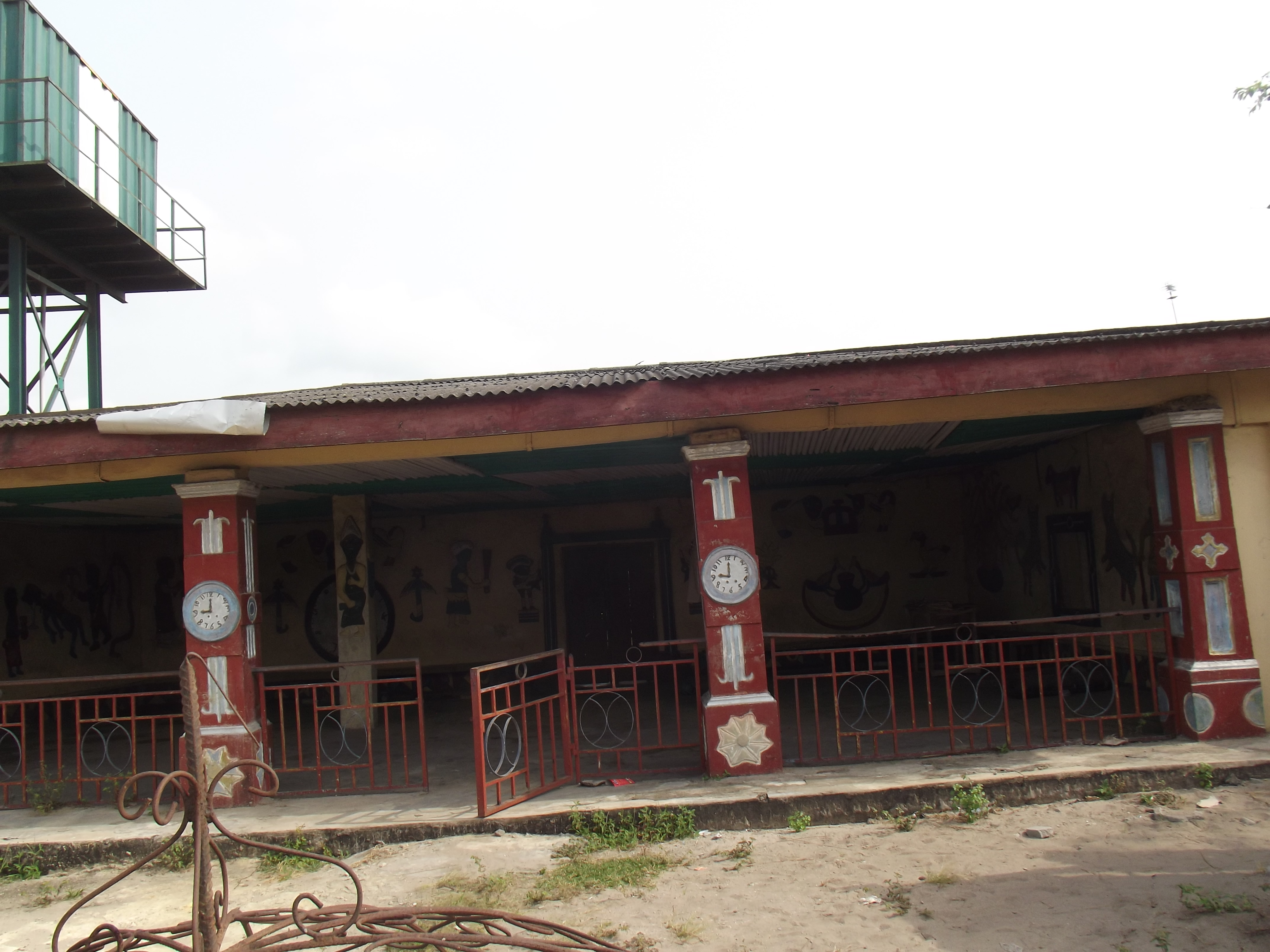
Ancien marché aux esclaves.
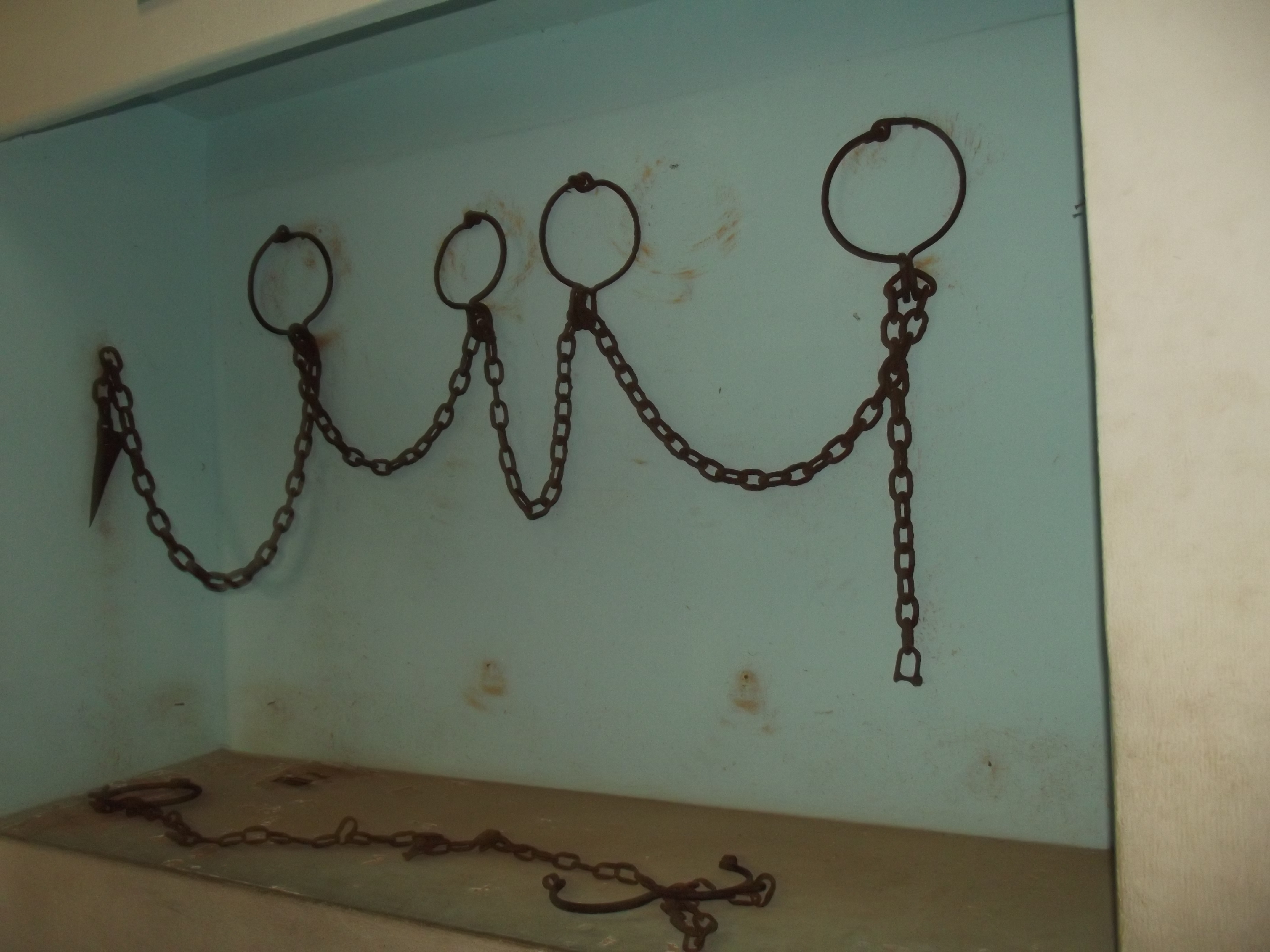
Chaînes au musée de l'esclavage.

## Galerie

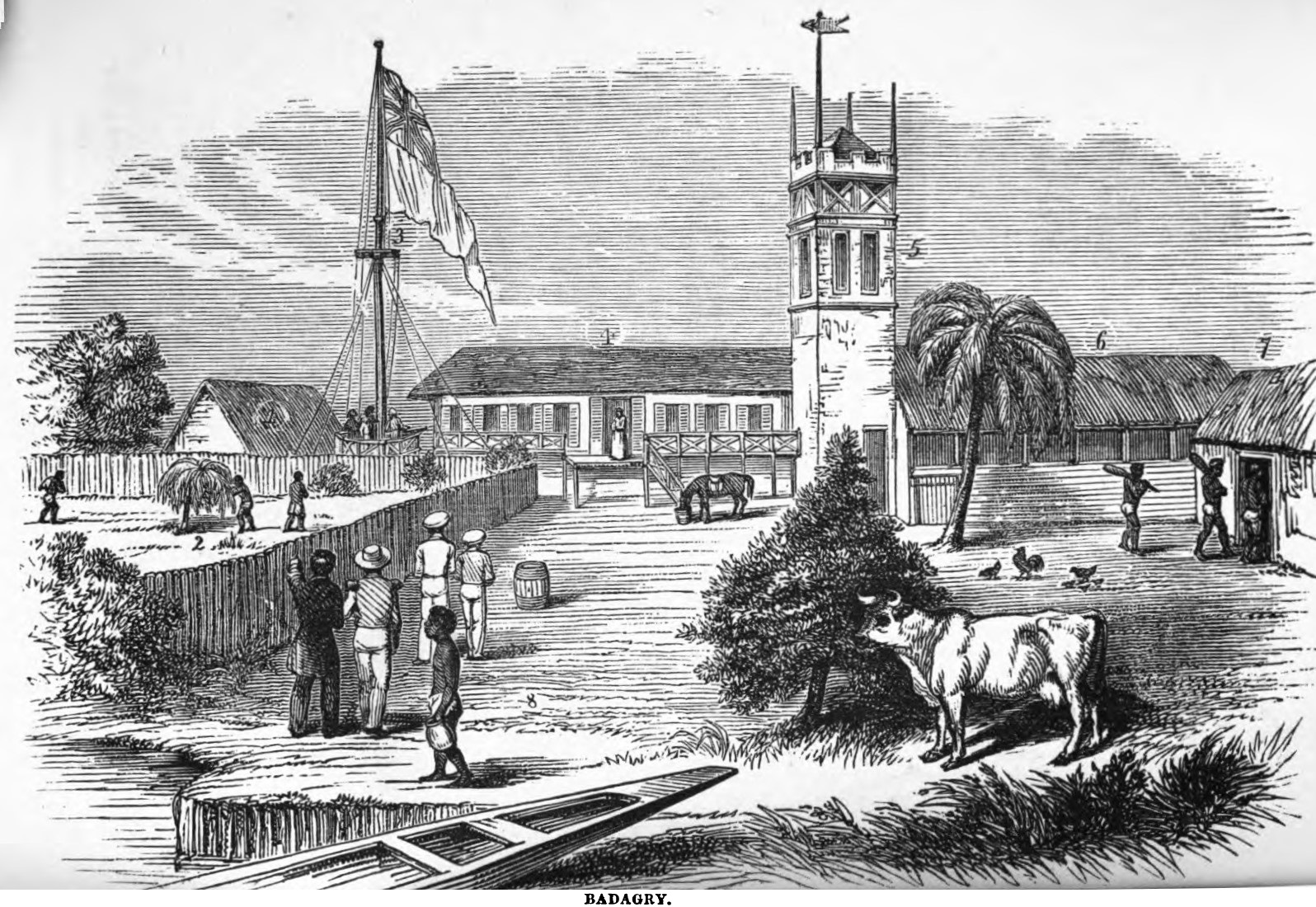
Badagry en 1851.
La mission de Badagry (2006).
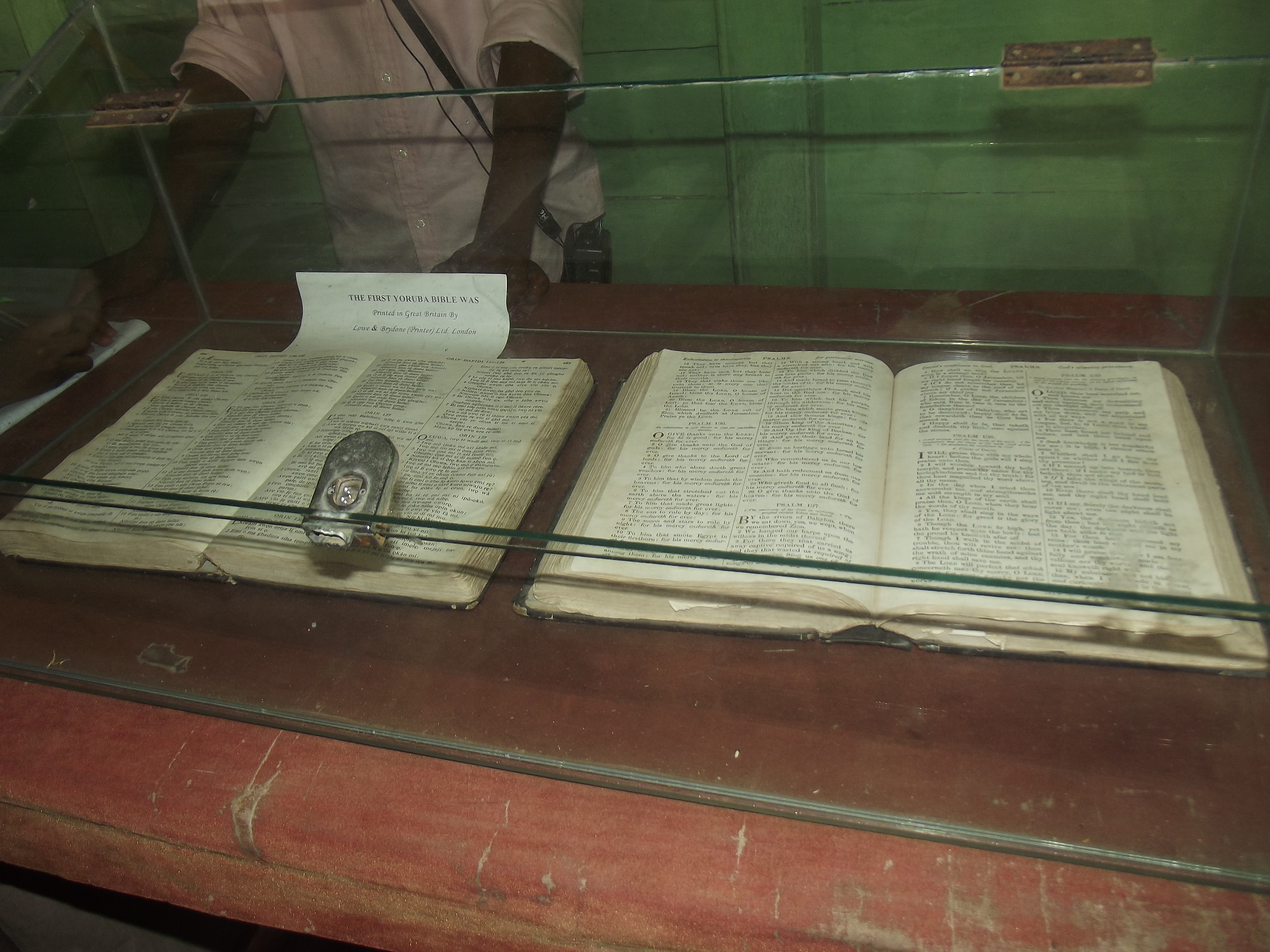
Première bible en yoruba.
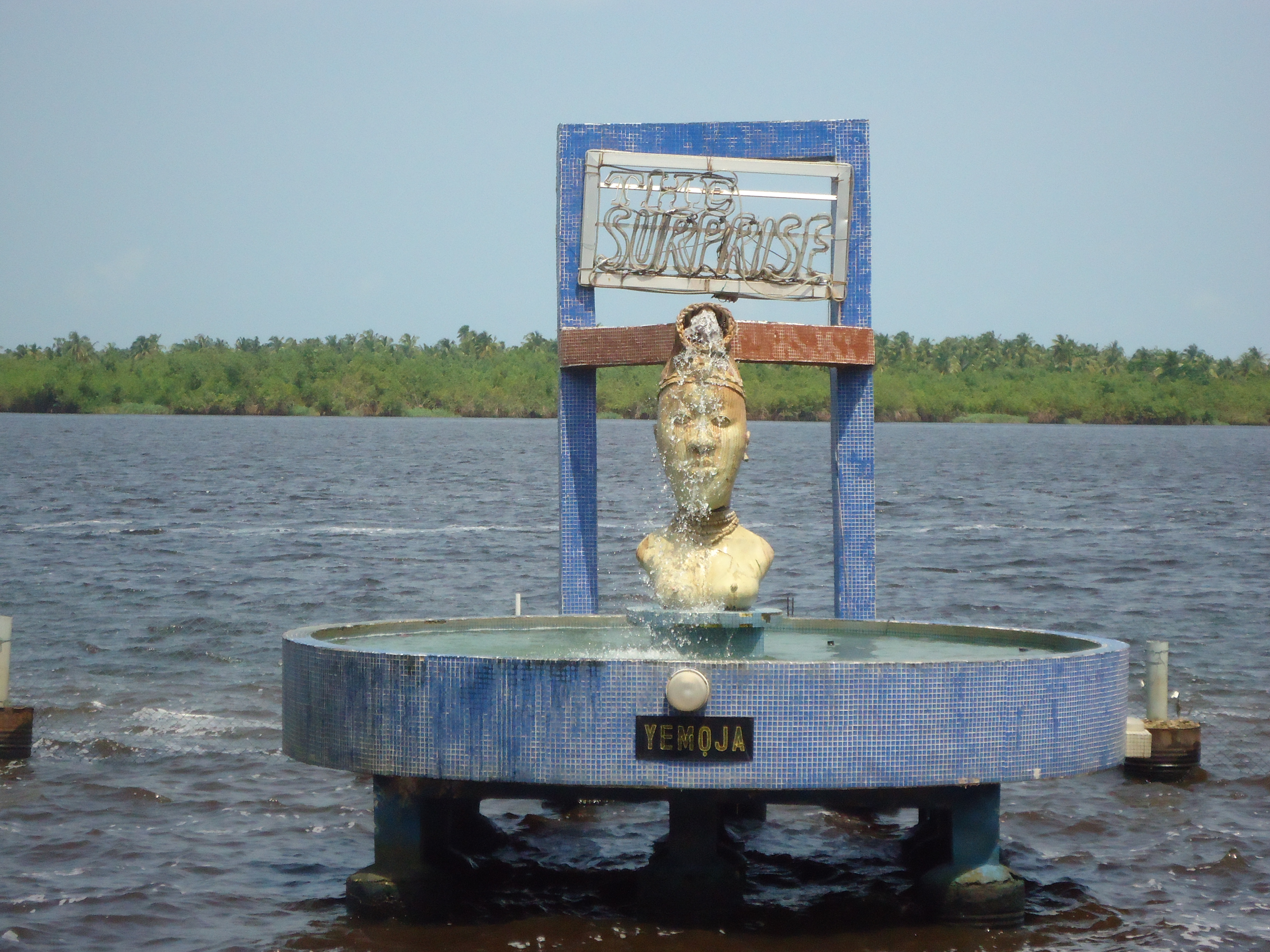
Statue en l'honneur de la divinité Yemoja.

## Personnalités
- Pépé Oléka, auteure-compositrice-interprète béninoise y est née.